# Capnocytophaga ochracea
Capnocytophaga ochracea ist eine Bakterienart. Es kann an der Parodontitis beim Menschen beteiligt sein.

## Merkmale
Die Zellen sind stäbchenförmig, mit einer Breite von 0.38 - 0.45 μm, die Länge liegt zwischen 2.5 - 4.2 μm. Die Bewegung der Zellen erfolgt gleitend (gliding motility), diese Art der Bewegung tritt bei vielen verwandten Arten innerhalb der Familie der Flavobacteriaceae auf. Der Name Capnocytophaga ochracea bezieht sich auf die gelbe Färbung der Kolonien, er ist hergeleitet von dem griechischen Wort ochra (ockergelb).
Der Gram-Test verläuft negativ, es handelt sich also um ein gramnegatives Bakterium.

## Wachstum und Stoffwechsel
Die Art Capnocytophaga ochracea ist fakultativ anaerob. Die Art ist also in der Lage unter Sauerstoffausschluss zu wachsen, toleriert aber auch Sauerstoff und zeigt somit auch in Gegenwart von Sauerstoff Wachstum. Sie ist capnophil („kohlendioxid-liebend“), für das Wachstum benötigen sie einen CO₂-Gehalt von 5 %. Capnocytophaga ochracea ist chemo-organotroph, der Stoffwechseltyp ist die Fermentation. Einiges deutet darauf hin, dass Capnocytophaga ochracea auch in der Lage ist, durch Atmung mit Sauerstoff als finalen Elektronenakzeptor zu wachsen (Stand 2014). Bei Untersuchungen wurden verschiedene Enzyme, wie z. B. Cytochrome und an der Atmung beteiligten Dehydrogenasen isoliert. Ähnliches deutet auch bei anderen Arten von Capnocytophaga auf die Fähigkeit, Atmung zu betreiben. Hierzu zählen z. B. genetische Untersuchungen bei C. canimorus und Untersuchungen der Wachstumsgeschwindigkeit von C. gingivalis in Gegenwart von Sauerstoff und Glucose als einzige Kohlenstoffquelle.
Alle Stämme von Capnocytophaga ochracea sind in der Lage, Glucose, Saccharose, Maltose und Mannose zu fermentieren,  die meisten Stämme sind auch dazu in der Lage Amygdalin, Fructose, Galactose, Lactose und Raffinose zu fermentieren. Wenige Stämme sind in der Lage, Nitrat zu reduzieren. Die meisten Stämme können Aesculin, Stärke, Dextran und Glycogen durch Hydrolyse spalten. Essig- (Acetat) und Bernsteinsäure (Succinat) sind die wichtigsten Stoffwechselendprodukte der Gärung.
Der Oxidase-Test und der Katalase-Test verläuft negativ.

## Systematik
Die Art Capnocytophaga ochracea zählt zu der im Jahr 1990 von Edward Leadbetter und Mitarbeitern aufgestellten Gattung Capnocytophaga. Sie ist die Typart dieser Gattung. Sie wird zu der Familie der Flavobacteriaceae gestellt. Früher genutzte Synonyme sind Fusiformis nucleatus var. ochraceus, Bacteroides oralis var.
elongatus, Bacteroides ochraceus und Ristella ochracea.

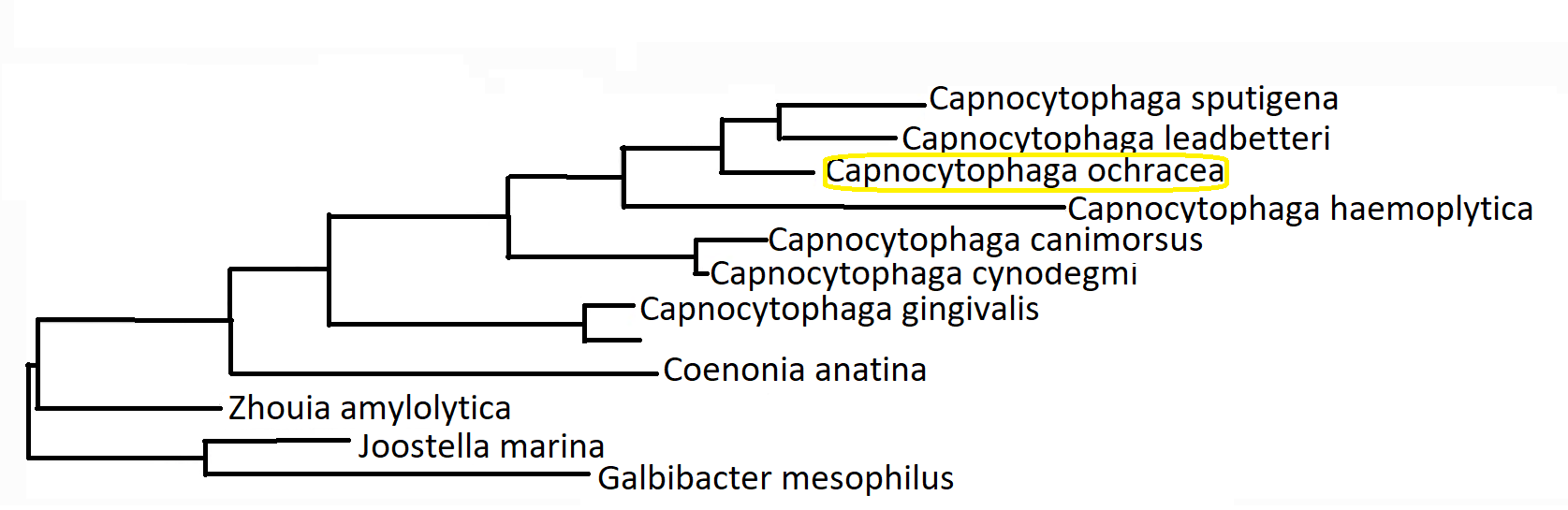
Ein phylogenetischen Baum von Capnocytophaga ochracea im Verhältnis zu einigen anderen Typenstämmen von Arten innerhalb von Capnocytophaga und einigen anderen Bakterienarten innerhalb der Familie der Flavobacteriaceae.

Zu der Gattung Capnocyptophaga zählen noch 9 weitere Arten (Stand 30. März 2021).

## Capnocytophaga ochraceaals Krankheitserreger
Capnocypophaga ochracea kommt u. a. in der Mundflora des Menschen vor. Es ist mit der Parodontitis assoziiert. Vereinzelt kann es durch Hunde- oder Katzenbiss auch als Erreger von Sepsis, Endokarditis, Peritonitis und Osteomyelitis auftreten.